# Marzanna Lament
Marzanna Barbara Lament – polska ekonomistka, doktor habilitowany nauk społecznych, adiunkt Wydziału Nauk Ekonomicznych Wyższej Szkoły Biznesu im. bpa J. Chrapka w Radomiu.

## Życiorys
W 1993 r. ukończyła studia ekonomiczne w Wyższej Szkole Inżynierskiej im. Kazimierza Pułaskiego, w 2000 r. obroniła pracę doktorską pt. Mierniki oceny sytuacji finansowej zakładu ubezpieczeń, której promotorem był prof. Kazimierz Ortyński, w 2020 r. habilitowała się na podstawie pracy zatytułowanej Raportowanie niefinansowe a wyniki finansowe zakładów ubezpieczeń.
Była pracownikiem naukowym na Uniwersytecie WSB Merito w Poznaniu, w Akademii Ekonomiczno-Humanistycznej w Warszawie i w Wyższej Szkole Nauk Społecznych i Technicznych w Radomiu.
Pracuje na stanowisku profesora uczelni w Katedrze Rachunkowości na Wydziale Ekonomii i Finansów Uniwersytetu Radomskiego im. Kazimierza Pułaskiego.